# Teutamus seculatus
Espèce
Teutamus seculatus est une espèce d'araignées aranéomorphes de la famille des Liocranidae.

## Distribution
Cette espèce se rencontre en Indonésie sur Lingga et en Malaisie au Johor,.

## Description
Le mâle holotype mesure 4,82 mm et la femelle paratype 5,58 mm.

## Publication originale
- Dankittipakul, Tavano & Singtripop, 2012 : Seventeen new species of the spider genus Teutamus Thorell, 1890 from Southeast Asia (Araneae: Liocranidae). Journal of Natural History, vol. 46, no 27/28, p. 1689-1730.